# Domžale
Domžale (německy Domschale) je označení nejen pro město, ale také pro územně-správní jednotku (občinu) ve středu Slovinska, ve Středoslovinském regionu. Nachází se nedaleko Lublaně, východně od něj protéká řeka Kamniška Bistrica.

## Název
První německý název města byl ve 12. století zaznamenán jako Domsselsdorf, v roce 1490 se objevuje název Dumsel a roku 1558 potom Damschale. Současný název vznikl poslovanštěním původního. 

## Historie a současnost
Oblast byla osídlena v předřímské i římské době.

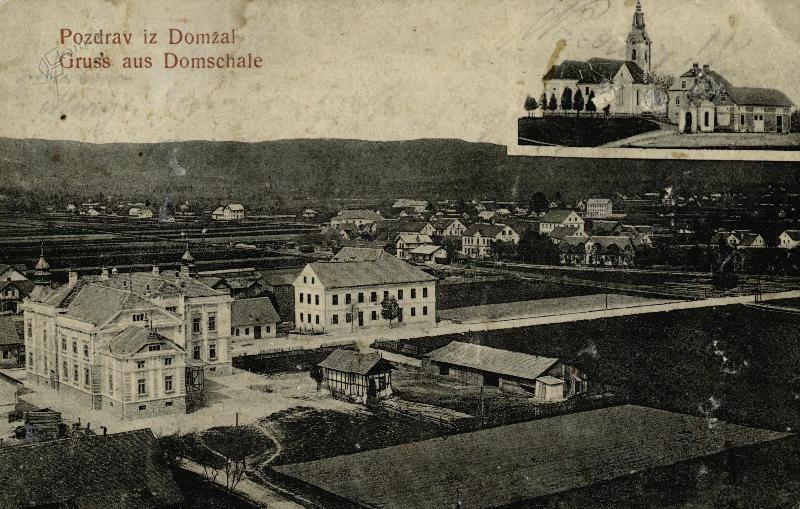
Město v roce 1910.

Na mapách prvního vojenského mapování z konce 18. století se nacházely dvě osady; Horní Domžale (slovinsky Gornje Domžale) se středem v prostoru dnešní ulice Ljubljanska Cesta a Dolní Domžale (slovinsky Spodnje Domžale), jejichž střed ležel blízko místního sportovního centra. V blízkosti potom leželo několik dalších vesnic, např. Goričica, které byly později pohlceny. Patrný je také kostel panny Marie, stojící na nápadném návrší.
Domžale vznikly v roce 1925 spojením několika samostatných osad – Zgodnje i Spodnje Domžale, Stob, Studa i Depala vas. Nejstarší písemné záznamy o těchto osadách pocházejí z dvanáctého až čtrnáctého století. Domžale byly symbolem industrializace: v samotném městě existovalo v té době deset továren. Po roce 1866 se začali ve městě usazovat tyrolští Němci, kteří do města původně přicházeli kvůli obchodu. V roce 1890 byla postavena železnice Lublaň – Kamnik, jež městem procházela. Městem také procházela cesta Lublaň – Celje, což spolu se železnicí prospělo rozvoji.
Po první světové válce se místní průmysl orientovaný na výrobu slaměných klobouků a dalších výrobků ze slámy ocitl v krizi. Část obyvatelstva Domžale opustila. Za druhé světové války byly Domžale nejprve obsazeno Italy, po jejich kapitulaci říšskoněmeckými oddíly. Statut města získaly Domžale v roce 1952.
V roce 1952 získalo Domžale status města. Později zde byly postaveny závody chemického a textilního průmyslu. V 80. letech zde vznikly panelové domy; nové obyvatelstvo však mnohdy pracovalo v nedaleké Lublani a tak Domžale získalo přezdívku jako noclehárna republikové metropole. Přebudován byl takto kompletně střed města. Jihovýchodně od něj byla také postavena dálnice A1, spojující Lublaň s Mariborem.

## Zajímavosti a pamětihodnosti
V blízkosti města se nachází velký radiový vysílač, nejvýkonnější svého druhu na území Slovinska.
Ve městě také stojí barokní kostel Nanebevzetí Panny Marie (slovinsky Cerkev Marijinega vnebovzetja), poblíž které stojí také Kaple Matky Boží. 

## Doprava

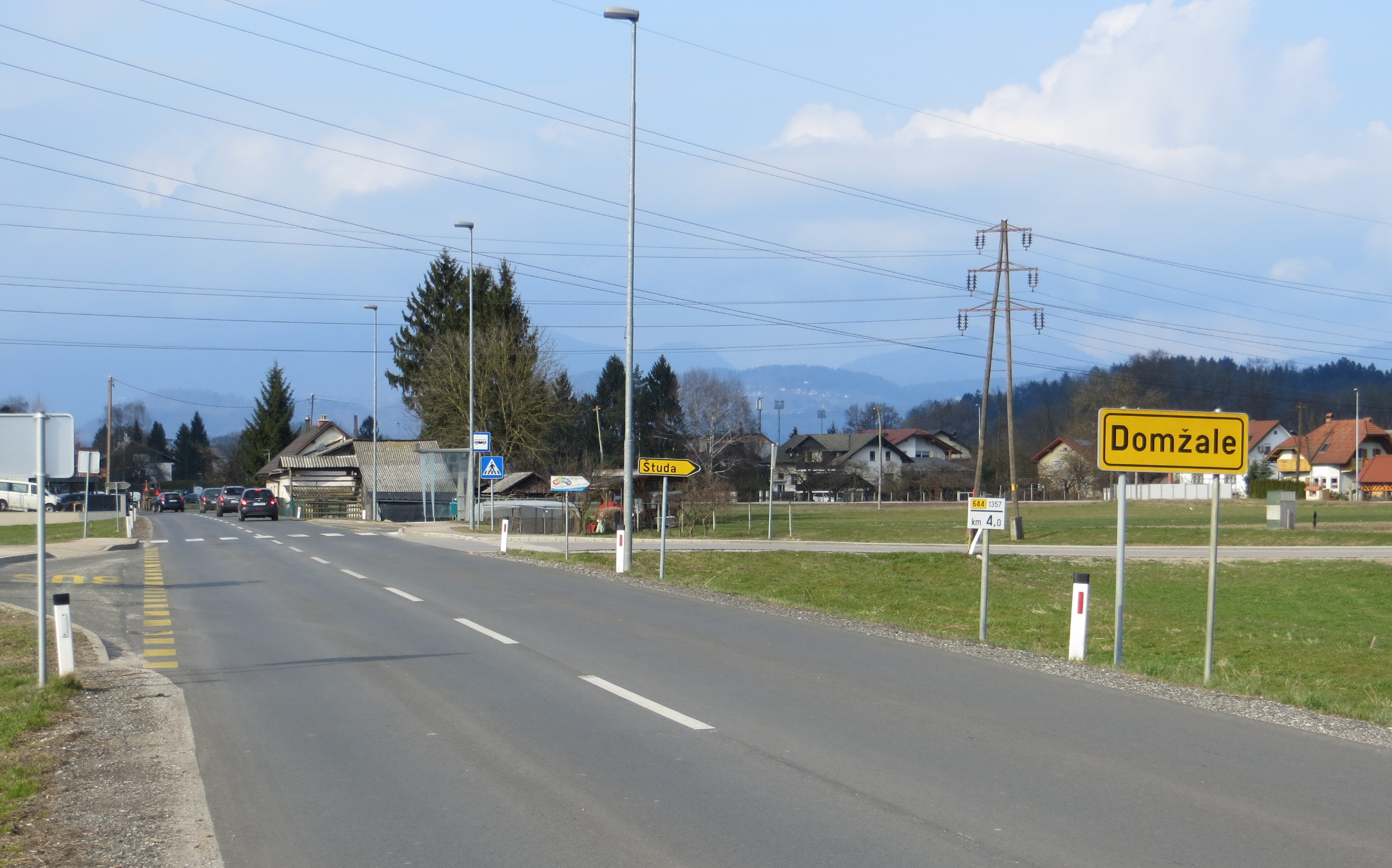
Hranice města.

Do Domžale vede železniční trať z Lublaně, která pokračuje dále na sever do Kamniku. Stojí zde hlavní nádraží a dále několik zastávek (Rodica, Jarše-Mengeš). Do města také směřuje již zmíněná dálnice.

## Sport
Ve městě stojí sportovní centrum, jehož součástí je velký atletický stadion. 